# Juan Williams
Juan Williams Rebolledo (ur. 1826, zm. 24 czerwca 1910) – oficer chilijskiej marynarki wojennej, kontradmirał.

## Życiorys
Urodził się w Curacaví, jako syn angielskiego żeglarza Joha Williamsa służącego w marynarce Chile i Micaeli Rebolledo. W 1844 wstąpił do chilijskiej marynarki. W 1846 awansował na stopień oficerski. W 1850 objął dowództwo brygantyny „Meteor”. W 1851 służył na fregacie „Chile”, która przyczyniła się do stłumienia powstania antyrządowego w tym roku, pełniąc służbę patrolową w rejonie jezior Nahuelhuapi i Llanquihue. Od 1852 do 1854 dowodził barkiem „Infatigable”. W 1855 został skierowany do Anglii jako zastępca dowódcy nowo budowanej tam korwety „Esmeralda”. W marcu 1857 objął dowództwo brygantyny „Ancud”, na której prowadził m.in. badawcze rejsy hydrograficzne u wybrzeży Chile. W 1860 został dowódcą parowej kanonierki „Maipú”. W 1861 uczestniczył w tłumieniu rewolty antyrządowej przez pułkownika Barbosę.
11 września 1863 objął dowództwo korwety „Esmeralda”, na której następnie walczył podczas wojny Chile i Peru z Hiszpanią w 1865. 26 grudnia 1865, w potyczce morskiej pod Papudo, „Esmeralda” pod jego dowództwem zdobyła przy użyciu podstępu hiszpańską kanonierkę „Virjen de Covadonga”, wcieloną następnie do służby Chile jako „Covadonga”. Rząd Chile awansował następnie Williamsa, jak i wszystkich uczestników starcia o jeden stopień. Williams nie wziął udziału w kolejnym starciu pod Abtao 7 lutego 1866, gdyż został wcześniej wysłany do Ancud w celu osłony statku z węglem.
Po wojnie, Williams pozostał do 1874 dowódcą marynarki chilijskiej. Ponadto od 1867 był deputowanym z Valparaiso do parlamentu. W 1874 objął stanowisko zwierzchnika Departamentu Marynarki. W 1877 awansował na stopień kontradmirała. Na skutek napięć w stosunkach z Argentyną, w 1878 ponownie został na krótko dowódcą floty, po czym kolejny raz objął to stanowisko w lutym 1879 w obliczu konfliktu z Boliwią, który następnie przerodził się w wojnę o Pacyfik, z Boliwią i Peru. Jego okrętem flagowym był pancernik kazamatowy „Blanco Encalada”.
Na początku wojny o Pacyfik, Williams zarządził blokadę morską peruwiańskiego portu Iquique. Podjął następnie akcję ofensywną przeciw flocie peruwiańskiej w Callao, jednak nie napotkał tam floty przeciwnika, w następstwie czego doszło do bitwy pod Iquique, w której nie wzięły udziału główne siły floty chilijskiej Williamsa. Późniejsze niepowstrzymane działania peruwiańskiego monitora „Huascar” pod dowództwem kontradmirała Grau przeciw żegludze chilijskiej, a zwłaszcza zdobycie przez niego transportowca wojska „Rimac”, wywołały falę gwałtownej krytyki w społeczeństwie przeciw chilijskiemu dowództwu i Williamsowi. Mimo iż częściowo była ona niesłuszna, Williams podał się do dymisji, a w charakterze dowódcy floty zastąpił go Galvarino Riveros Cárdenas. Williams pozostał członkiem rady asystującej w dowództwie marynarki (Junta de Asistencia).
W 1886 Williams został mianowany komendantem Valparaíso. 20 stycznia 1889 został komendantem Szkoły Marynarki Wojennej. W 1890 został dowódcą naczelnym marynarki Chile. Podczas wojny domowej między prezydentem a Kongresem w 1891 pozostał lojalny prezydentowi Jose Manuelowi Balmaceda, a po przegranej, odszedł ze służby wojskowej.
W 1908 został jeszcze w uznaniu zasług awansowany na wiceadmirała. Zmarł 24 czerwca 1910 w Santiago.
Był żonaty z Clarą Noeglé (deputowana z Valparaiso, elektor prezydenta Chile), miał pięcioro dzieci.

## Awanse
Polskie odpowiedniki mogą być przybliżone.
- 1844 – guardiamarina (midszypman)
- 17 sierpnia 1846 – Teniente 2° (porucznik marynarki)
- 1850 – Teniente 1° (kapitan marynarki)
- 22 sierpnia 1854 – Capitán de Corbeta (komandor podporucznik)
- 13 września 1861 – Capitán de Fragata (komandor porucznik)
- 29 listopada 1865 – Capitán de Navío (komandor)
- 29 września 1877 – Contraalmirante (kontradmirał)
- 1908 – Vicealmirante (wiceadmirał)